# Храмко
Храмко је био кнез (племић) у Требињу у време династије Немањића (1166–1371).
Натпис који је пронашао научник С. Делић код храма Светог Петра и Павла на локалитету Црнче код Требиња са натписом „Полета, Дроугань, Дражета чине ракоу надь материю оу дьни славьна кнеза Срамька“), објављена је 1913. године. Надгробне плоче су откопане приликом копања основе за нову цркву. Надгробна плоча на којој се помиње Храмко (грешком протумачено као Срамко) откривена је уз западни зид наоса цркве, око 40 цм испод површине, са једним делом постављеним у подножју цркве. Димензије тплоче су биле 130×80 цм. В. Ћоровић је писајући 1925. године предложио да се необично име Срамко чита као Храмко (Храмько). И М. Вего га је читао као Храмко. Вего је веровао да је живео у време Немањића, након што је протерао кнеза Михаила из Требињске области.
У латинској повељи о донацији, Хранце, преведено Хранко или Храмко, неки научници повезују са Срамком. У тексту се помиње „Печат Хранка и свих жупана Захумља“.  Ф. Шишић је то, међутим, оспорио, јер је сматрао да је повеља о донацији фалсификат, што се генерално сматра против неколико наводних повеља о донацијама из 12. и 13. века, укључујући Десину наводну повељу из 1151. која датира из 13. века.